# The Essential Jethro Tull
Essential (2003) es una compilación de grandes éxitos de la banda de rock progresivo Jethro Tull, remasterizado digitalmente.

## Lista de temas
| #   | Título                                        | Autor                             | Interpretaciones | Tiempo |
| --- | --------------------------------------------- | --------------------------------- | ---------------- | ------ |
| 1.  | "Teacher"                                     | (Ian Anderson)                    |                  | 4:07   |
| 2.  | "Aqualung"                                    | (Ian Anderson / Jeannie Anderson) |                  | 6:34   |
| 3.  | "Thick as a Brick (Edit. nº 1)"               | (Ian Anderson / Gerald Bostock)   |                  | 3:01   |
| 4.  | "Bungle in the Jungle"                        | (Ian Anderson)                    |                  | 3:34   |
| 5.  | "Locomotive Breath"                           | (Ian Anderson)                    |                  | 4:23   |
| 6.  | "Fat Man"                                     | (Ian Anderson)                    |                  | 2:50   |
| 7.  | "Living in the Past"                          | (Ian Anderson)                    |                  | 3:18   |
| 8.  | "A Passion Play" (Edit. n.º 8)                | (Ian Anderson)                    |                  | 3:28   |
| 9.  | "Skating Away on the Thin Ice of the New Day" | (Ian Anderson)                    |                  | 4:02   |
| 10. | "Rainbow Blues"                               | (Ian Anderson)                    |                  | 3:37   |
| 11. | "Nothing Is Easy"                             | (Ian Anderson)                    |                  | 4:23   |

## Intérpretes
- Ian Anderson - flauta, voz y saxofón (en todos los cortes).
- Martin Barre - guitarra eléctrica (en todos los cortes).
- Glenn Cornick - bajo (cortes 1, 7, 11).
- Clive Bunker - batería (tracks 1, 2, 5 - 7, 11).
- John Evan - órgano Hammond, piano y sintetizadores (cortes - 5, 8 - 10 ).
- Jeffrey Hammond-Hammond - bajo (cortes 2, 3, 4, 5, 8, 9, 10).
- Barriemore Barlow - batería, percusión y glockenspiel (cortes 3, 4, 8 - 10).
- David Palmer - arreglos orquestales y dirección de orquesta.